# Whisková rebelie
Whisková rebelie (anglicky Whiskey Rebellion) byla vzpoura proti daním, propuklá v počátečních letech nově vzniklých Spojených státech amerických. Vzpoura vypukla roku 1791 a byla potlačena v roce 1794, v době, kdy prezidentem byl George Washington. Takzvaná „daň z whisky“ byla první daní uvalenou na domácí produkt nově vytvořenou federální vládou. Byla uzákoněna v roce 1791. Důvodem bylo získat příjem pro splacení válečného dluhu, jenž vznikl během revoluční války. Daň se vztahovala na všechny destilované lihoviny, ale whisky byla zdaleka nejoblíbenějším destilovaným nápojem v Americe v 18. století, takže se spotřební daň stala široce známou jako „daň z whisky“. Zemědělci na západní hranici byli zvyklí destilovat své přebytečné žito, ječmen, pšenici, kukuřici nebo fermentované obilné směsi a pálili alkohol. Za lihovinu zemědělci neplatili žádnou daň. V těchto regionech whisky často sloužila jako prostředek směny. Mnoho z odpůrců daně byli váleční veteráni, kteří věřili, že bojují za principy americké revoluce, zejména proti daním, a to pod heslem: „Žádné zdanění bez zastoupení“, tedy politický slogan pocházející ze 17. století, který vyjadřoval jednu z 27 stížností amerických kolonistů z třinácti kolonií. Byla to jedna z hlavních příčin americké revoluce. Federální vláda však tvrdila, že daně jsou právním vyjádřením kongresových daňových pravomocí.

## Důvody vzpoury
V celé západní části Pensylvánie protestující používali násilí a zastrašování, aby zabránili federálním úředníkům vybírat daň. Odpor vyvrcholil v červenci 1794, když federální maršál dorazil do západní Pensylvánie, aby doručil soudní příkazy palírnám, které nezaplatily spotřební daň. To vedlo k výzvě k rebelii a více než 500 ozbrojených mužů zaútočilo na opevněný dům daňového inspektora generála Johna Nevilla. Washington odpověděl vysláním mírových vyjednavačů do západní Pensylvánie, aby jednali s povstalci, a současně vyzval guvernéry, aby vyslali milice k vymáhání daně. Washington sám jel v čele armády, aby potlačil povstání s armádou 13 000 mužů, které poskytli guvernéři Virginie, Marylandu, New Jersey a Pensylvánie. Všichni rebelové odešli domů ještě před příjezdem armády a ke konfrontaci nedošlo. Asi 20 mužů bylo zatčeno, ale všichni byli později osvobozeni. Zjistilo se, že z většiny palíren v nedalekém Kentucky je téměř nemožné vymoci daň – v příštích šesti letech bylo více než 175 majitelů palíren v Kentucky odsouzeno za porušení daňového zákona. Soudní dokumenty a dobové noviny zaznamenávají četné příklady odporu.
Whisková rebelie prokázala, že nová federální vláda má vůli a schopnost potlačit násilný odpor k jejím zákonům, ačkoli spotřební daň za alkohol zůstala i nadále špatně vymahatelná. Události přispěly k vytvoření politických stran ve Spojených státech. Daň z whiskey byla zrušena na začátku 19. století během Jeffersonovy administrativy. Historik Carol Berkin tvrdí, že tato epizoda v dlouhodobém horizontu posílila americký nacionalismus, protože lidé ocenili, jak dobře Washington zvládl rebely, aniž by se uchýlil k tyranii.

## Daňové důvody
Nová americká federální vláda začala fungovat v roce 1789 po ratifikaci ústavy Spojených států. Předchozí ústřední vláda podle článků Konfederace nebyla schopna vybírat daně; vypůjčila si peníze na pokrytí výdajů a financování revoluční války a tak se nahromadil dluh 54 milionů dolarů. Vlády jednotlivých států nashromáždily další dluh ve výši 25 milionů dolarů. Ministr financí Alexander Hamilton se snažil tento dluh použít k vytvoření finančního systému, který by podporoval americkou prosperitu a národní jednotu. Ve svém dokumentu Report on Public Credit (Zpráva o veřejných úvěrech) vyzval Kongres, aby konsolidoval státní a národní dluhy do jediného dluhu, který by byl financován federální vládou. Kongres schválil tato opatření v červnu a červenci 1790.
Zdroj vládních příjmů byl potřebný k zaplacení dluhů držitelům státních dluhopisů. V prosinci 1790 Hamilton věřil, že dovozní cla, která byla primárním vládním zdrojem příjmů, byla zvýšena na nejvyšší možnou úroveň. Proto podporoval výběr spotřební daně na destilované lihoviny vyrobené na domácím trhu. Jednalo se o první daň uvalenou federální vládou na domácí produkt. Whisky byla v Americe na konci 18. století zdaleka nejpopulárnějším destilátem, takže spotřební daň se stala známou jako „daň z whisky“. Daně byly politicky nepopulární, a Hamilton věřil, že daň na whisky je spotřební daní z luxusu a bude nejméně spornou daní, kterou by vláda mohla uvalit. V tom měl podporu některých sociálních reformátorů, kteří doufali, že „daň z hříchu“ zvýší povědomí veřejnosti o škodlivých účincích alkoholu. Toto opatření, někdy známé jako „Whiskey Act“, se stalo zákonem v březnu 1791. George Washington definoval daňové oblasti, jmenoval orgány dozoru a inspektory a stanovil jejich odměnu v listopadu 1791.